# Kragelund (Øster Snede)
Kragelund er en lille bydel tilhørende Øster Snede i Østjylland (2010) . Kragelund er beliggende ved Østjyske Motorvej fem kilometer vest for Hedensted, 14 kilometer nordøst for Vejle og 19 kilometer sydvest for Horsens. Bydelen blev tidligere betragtet som en selvstændig landsby, men er sammenvokset med Øster Snede. Kragelund Efterskole er beliggende i Kragelund, Øster Snede Sogn.
Byen har givet navn til Kragelund-senderen.